# Général Chanzy
Pour les articles homonymes, voir Alfred Chanzy.
Le Général Chanzy, du nom du général Alfred Chanzy, est un paquebot construit à Saint-Nazaire en 1891 et qui a coulé à Minorque dans l'archipel des Baléares, le 10 février 1910 alors qu'il effectuait la liaison entre Marseille et Alger.
Affrété par la Compagnie générale transatlantique, il avait quitté le port de Marseille le 9 février en début d'après-midi. Les mauvaises conditions météorologiques et la tempête qui sévissait dans les parages auraient fait manquer au capitaine Cayol, la route du canal séparant les îles de Minorque et Majorque, pour l'envoyer se briser sur les rochers de la pointe Sala, vers 5 heures au matin du 10 février.

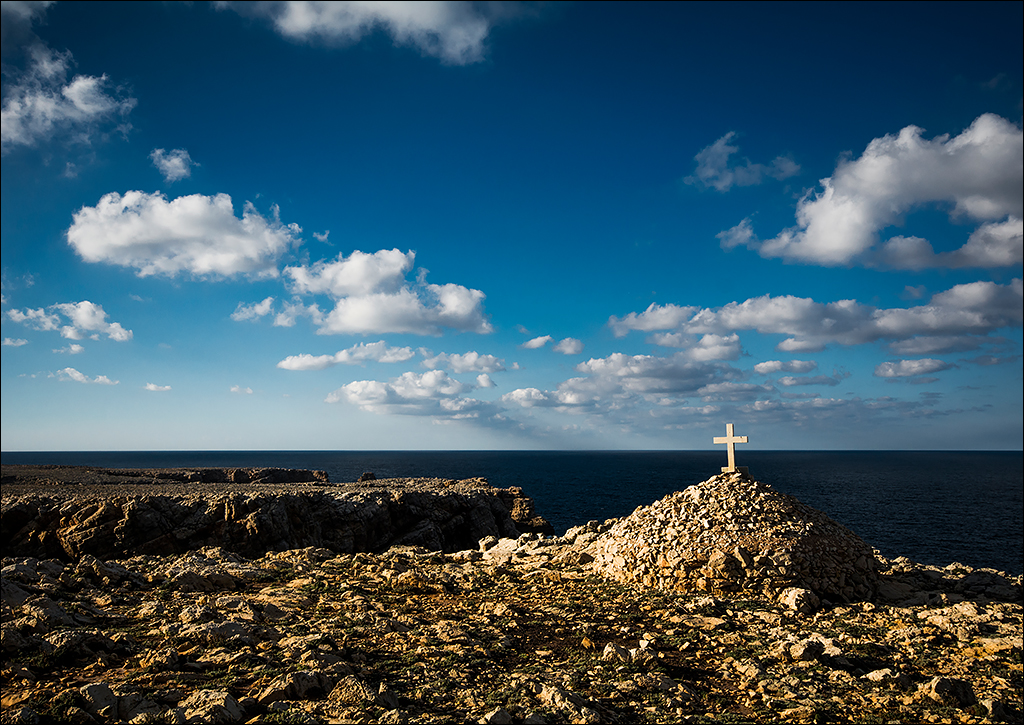
Monument à la mémoire des victimes de l'épave du général Chanzy sur la côte nord de Minorque

Le bilan est de 155 victimes. Le seul rescapé est Marcel Bodez, un commis des douanes, qui est passé par-dessus bord et a trouvé refuge, à la nage, dans une grotte de la côte toute la journée du 10 février. Le 11, il a averti les autorités en arrivant à Ciudadella, où il a été aussitôt hospitalisé et soigné pour de légères contusions.
En 1896, le Général Chanzy s'était déjà échoué sur les côtes de Norvège, au cours d'une croisière, mais sans faire de victimes.